# Talkshow (film)
A Talkshow (eredeti cím: Late Night) 2019-ben bemutatott amerikai filmvígjáték,  dráma, melyet Mindy Kaling (a filmben is szerepel) forgatókönyvéből Nisha Ganatra rendezett. A főszerepben Emma Thompson, Max Casella, Hugh Dancy, John Lithgow, Denis O'Hare, Reid Scott és Amy Ryan látható.
Világpremierje a Sundance Filmfesztiválon volt 2019. január 25-én, majd június 7-én mutatták be az Amerikai Egyesült Államokban, Magyarországon DVD-n jelent meg szinkronizálva. Általánosságban pozitív értékeléseket kapott a kritikusoktól, dicsérettel illették a társadalmi szatírát és kommentárjait, valamint Thompson alakítását. A teljesítményéért Thompson jelölést kapott a 77. Golden Globe-díjosztón, mint legjobb színésznő mozgóképben – musical vagy vígjáték kategóriában.

## Cselekmény
Katherine Newbury elismert talkshow-műsorvezető, aki hosszú karriert futott be, de műsorának nézettsége az elmúlt évtizedben folyamatosan csökkent. A csatorna elnöke, Caroline Morton közli Katherine-nel, hogy javítsa fel a műsorát, különben leváltják.
Katherine megpróbálja megújítani a műsort, ezért felveszi Molly Patelt az írói stábba, főleg azért, mert ő egy indiai-amerikai nő, míg az írók közül a többiek mind fehér férfiak. Bár Mollynak kevés komédiás tapasztalata van, és kezdetben nehezen boldogul, bebizonyítja, hogy értékes, mivel jó anyagot ad Katherine-nek, amivel dolgozhat a műsorában, és ötleteket ad arra, hogyan érhetne el szélesebb közönséget. Az eredmények sikeresnek bizonyulnak.
Katherine megtudja, hogy Caroline a népszerű fiatal humoristát, Daniel Tennantot akarja az ő műsorvezetői helyére választani. Katherine ellenáll, mivel Daniel komédiája vulgáris és nőgyűlölő. Az írók támogatásával Katherine szembeszáll a csatorna követeléseivel, és az adásban úgy dönt, hogy folytatja a karrierjét.
Az egyik írótól, Charlie-tól kiszivárog egy e-mail, amelyből kiderül, hogy Katherine-nek viszonya volt Charlie-val, miután férjénél, Walternél Parkinson-kórt diagnosztizáltak.
A dráma közepette Katherine kirúgja Mollyt, amikor az elmondja neki, hogy rosszul viselkedik a hírek hatására. Végül Katherine megbékél Walterrel és a többi íróval, és bevallja a közönségnek az addig titkolt viszonyát. Őszintesége és a show iránti szenvedélye meggyőzi Caroline-t, hogy hagyja maradni, majd Katherine bocsánatot kér Mollytól, és újból felveszi őt.
Egy évvel később a műsor csapata sokszínűvé válik, Mollyt előléptették a monológok társszerzőjévé, és Katherine műsora sikeresebb, mint valaha.

## Szereplők
| Szerep                         | Színész            | Magyar hang        |
| ------------------------------ | ------------------ | ------------------ |
| Katherine Newbury              | Emma Thompson      | Kovács Nóra        |
| Molly Patel                    | Mindy Kaling       | Mezei Kitty        |
| Caroline Morton                | Amy Ryan           | Kisfalvi Krisztina |
| Walter Lovell, Katherine férje | John Lithgow       | Dunai Tamás        |
| Brad                           | Denis O'Hare       | Végh Péter         |
| Eugene Mancuso                 | Paul Walter Hauser | Vajda Milán        |
| Chris Reynolds                 | John Early         | Dér Zsolt          |
| Hayes Campbell                 | Luke Slattery      | Miller Dávid       |
| Charlie Fain                   | Hugh Dancy         | Rajkai Zoltán      |
| Burditt                        | Max Casella        | Vincze Gábor Péter |
| Tom Campbell                   | Reid Scott         | Varga Gábor        |
| Daniel Tennant                 | Ike Barinholtz     | Pavletits Béla     |

## Filmkészítés
2016 szeptemberében arról számoltak be, hogy a Fox 2000 megvásárolta a projekt jogait, Mindy Kaling lett a forgatókönyvíró, aki Emma Thompson mellett felbukkant társszereplőként. 2016 novemberében Paul Feig aláírt a film rendezésére. 2017 augusztusában azonban Nisha Ganatrát választották meg rendezőnek, amikor Feig ütemezési konfliktusok miatt távozott.
2018 februárjában arról számoltak be, hogy a 30West és a FilmNation Entertainment társfinanszírozza a filmet és értékesíti a terjesztési jogokat. 2018 áprilisában John Lithgow, Hugh Dancy, Reid Scott, Paul Walter Hauser, Denis O'Hare, John Early, Max Casella és Megalyn Echikunwoke csatlakoztak a színészgárdához, a forgatás pedig 2018. április 23-án kezdetét vette Kanadában. Amy Ryan májusban csatlakozott.

## Megjelenés
A Talkshow világpremierje a Sundance Filmfesztiválon volt 2019. január 25-én. Röviddel ezután az Amazon Studios megszerezte az amerikai filmterjesztési jogokat 13 millió dollárért, a legnagyobb összeget a fesztiválon csak az Egyesült Államokban fizették.
A film az Egyesült Államok mozijaiban korlátozott kiadással kezdődött 2019. június 7-én Los Angelesben és New York Cityben, majd a következő hétvégén kiterjesztették az Egyesült Államok többi részére. Az Amazon marketing költségvetése a filmre nagyjából 35 millió dollár volt.

## Díjak és jelölések
| Év   | Díj                                        | Kategória                                             | Átvevő             | Eredmény | Hivatkozás |
| ---- | ------------------------------------------ | ----------------------------------------------------- | ------------------ | -------- | ---------- |
| 2020 | 77. Golden Globe-gála                      | Legjobb színésznő mozgóképben – musical vagy vígjáték | Emma Thompson      | Jelölve  |            |
| 2020 | Teen Choice Awards                         | Kiválasztott nyári film                               | Talkshow           | Jelölve  |            |
| 2020 | Teen Choice Awards                         | Kiválasztott filmszínésznő                            | Mindy Kaling       | Jelölve  |            |
| 2020 | People's Choice Awards                     | Kedvenc vígjáték-filmcsillag                          | Mindy Kaling       | Jelölve  |            |
| 2020 | Detroiti Filmkritikusok Társaságának díjai | Áttörés – színész                                     | Paul Walter Hauser | Jelölve  |            |

## Fordítás
- Ez a szócikk részben vagy egészben  a   Late Night (film) című angol Wikipédia-szócikk fordításán alapul.  Az eredeti cikk szerkesztőit annak laptörténete sorolja fel. Ez a jelzés csupán a megfogalmazás eredetét és a szerzői jogokat jelzi, nem szolgál a cikkben szereplő információk forrásmegjelöléseként.
- Ez a szócikk részben vagy egészben  a   Late Night (película) című spanyol Wikipédia-szócikk fordításán alapul.  Az eredeti cikk szerkesztőit annak laptörténete sorolja fel. Ez a jelzés csupán a megfogalmazás eredetét és a szerzői jogokat jelzi, nem szolgál a cikkben szereplő információk forrásmegjelöléseként.